# Falsche Dornwelse
Die Falschen Dornwelse (Auchenipteridae; Gr.: „auchen“ = Nacken + „pteryx“, -„igos“ = Flosse, wegen der weit vorn sitzenden Rückenflosse), auch Trugdornwelse genannt, sind eine Familie südamerikanischer Welse (Siluriformes). Ihr Verbreitungsgebiet umfasst Brasilien, südlich bis Rio de Janeiro, die Guyanas, das südliche Trinidad, Venezuela, Kolumbien und das östliche Ecuador, Peru, Bolivien und Panama (nur Ageneiosus pardalis im Río Tuira.) Alle leben in Süßgewässern, Pseudauchenipterus nodosus geht auch in Brackwasser.

## Merkmale
Ihr Körper ist schuppenlos, der Bereich zwischen Kopf und Rückenflossenansatz wird von skulpturierten Knochenplatten geschützt, die sich unter der Haut befinden. Falsche Dornwelse haben normalerweise drei Paare relativ kurze Barteln, eins am Oberkiefer und zwei am Unterkiefer. Das Paar an den Maxillaria ist am längsten, Barteln am Nasale fehlen. Die Rückenflosse steht weit vorne und ist kurz. Der erste Flossenstrahl der Rückenflosse und der Bauchflossen ist zu einem kräftigen Stachel ausgebildet. Ein Fettflosse ist vorhanden, aber klein, kann aber auch fehlen. Die Afterflosse kann lang oder kurz sein. Wahrscheinlich verfügen alle Arten über eine innere Befruchtung. Dazu sind bei einigen Gattungen die ersten zwei bis vier Flossenstrahlen der Afterflosse zu einem Begattungsorgan umgebildet. Die Seitenlinie ist oft verzweigt oder zickzackförmig.

## Lebensweise
Die meisten Arten sind nachtaktiv, einige aber gesellig und tagaktiv. Trugdornwelse ernähren sich von Krebstieren, Würmern, Insektenlarven, kleinen Fischen, Detritus und gelegentlich auch von Früchten.

## Äußere Systematik
Zusammen mit den Dornwelsen (Doradidae) bilden die Falsche Dornwelse innerhalb der Welsartigen (Siluriformes) die Überfamilie Doradoidea. Schwestergruppe der Doradoidea sind die Bratpfannen- und Banjowelse (Aspredinidae).

## Innere Systematik
Es gibt über 100 Arten in 20 Gattungen, die in die beiden Unterfamilien Auchenipterinae und Centromochlinae eingeteilt werden. Beide Unterfamilien können durch das Begattungsorgan der Männchen voneinander unterschieden werden. Bei der Unterfamilie Auchenipterinae ist der vordere Teil der Afterflosse ist zu einem Begattungsorgan umgebildet, dessen Öffnung sich normalerweise an der Spitze des ersten Flossenstrahls am Vorderrand der Afterflosse befindet. Bei den Centromochlinae ist die Afterflosse geschlechtsreifer Männchen zu einem samenleitenden, nach hinten gerichteten, parallel zur Wirbelsäule stehenden Organ umgewandelt, das aus den Flossenstrahlen, den vergrößerten Flossenträgern (Radialia) und den langen und verdickten Hämalbögen angrenzender Wirbel besteht.